# Okres Trnava
Der Okres Trnava (deutsch Bezirk Tyrnau) ist ein Verwaltungsgebiet im Westen der Slowakei mit 132.788 Einwohnern (Stand: 31. Dezember 2024) und einer Fläche von 741 km².
Der Bezirk erstreckt sich zwischen dem Tyrnauer Hügelland (Trnavská pahorkatina) und dem übrigen Donauhügelland (Dunajská pahorkatina) rund um die namensgebende Stadt Trnava. Die Nordwestgrenze wird durch den Hauptkamm der Kleinen Karpaten geprägt. Durch den Okres fließen die Trnávka, Parná und Gidra vom Nordwesten her, im Osten durchzieht sich der Dudváh auf dem Weg nach Süden, bei Šúrovce hat der Okres einen kleinen Anteil an der Waag. Im Norden grenzt er an den Bezirk Senica, im Osten an die Bezirke Piešťany und Hlohovec, im Süden an den Bezirk Galanta sowie im Westen an die Bezirke Malacky, Pezinok und Senec im Bratislavský kraj.
Historisch gesehen liegt das Gebiet zum größten Teil im ehemaligen Komitat Pressburg (Westen), ein kleiner Teil rund um den Ort Bučany gehört zum ehemaligen Komitat Neutra (siehe auch Liste der historischen Komitate Ungarns).

## Bevölkerung
| Jahr                | 1994    | 2004    | 2014    | 2024    |
| ------------------- | ------- | ------- | ------- | ------- |
| Anzahl der Personen | 126.153 | 126.822 | 129.946 | 132.788 |
| Unterschied         |         | +0,53 % | +2,46 % | +2,18 % |

| Jahr                | 2023    | 2024    |
| ------------------- | ------- | ------- |
| Anzahl der Personen | 132.524 | 132.788 |
| Unterschied         |         | +0,19 % |

## Städte
- Trnava (Tyrnau)

## Gemeinden
| - Biely Kostol (Weißkirchen) - Bíňovce (Binowetz) - Bohdanovce nad Trnavou (Bogdanowitz) - Boleráz (Frauendorf) - Borová (Joachimsthal) - Brestovany (Brestowan) - Bučany - Buková (Bixard) - Cífer (Ziffer) - Dechtice (Dechtitz) - Dlhá (Langendorf) - Dobrá Voda (Gutwasser) - Dolná Krupá (Unterkrupa) - Dolné Dubové (Unterdubowan) - Dolné Lovčice | - Dolné Orešany (Unternußdorf) - Horná Krupá (Oberkrupa) - Horné Dubové (Oberdubowan) - Horné Orešany (Deutschnußdorf) - Hrnčiarovce nad Parnou (Dorfneustadt) - Jaslovské Bohunice (Jasslowitz-Bohunitz) - Kátlovce (Katlowitz) - Košolná (Kesselsdorf) - Križovany nad Dudváhom - Lošonec (Loschonz) - Majcichov - Malženice (Malschenitz) - Naháč - Opoj - Pavlice (Pald) | - Radošovce (Radoschowetz) - Ružindol (Rosenthal) - Slovenská Nová Ves (Slowakisch-Neudorf) - Smolenice (Smolenitz) - Suchá nad Parnou (Dürnbach) - Šelpice (Schelpitz) - Špačince (Spatzing) - Šúrovce (Schur) - Trstín (Nadasch) - Vlčkovce (Farkaschin) - Voderady - Zavar - Zeleneč (Silinz) - Zvončín |

Das Bezirksamt ist in Trnava.

## Kultur
In dem Artikel Denkmalgeschützte Objekte im Okres Trnava findet man Informationen über die vom slowakischen Denkmalamt geschützten Objekte im Okres.